# جائزة إسبانيا الكبرى 1951
جائزة إسبانيا الكبرى 1951 هو سباق فورمولا 1 أقيم بتاريخ 28 أكتوبر 1951 في برشلونة، منطقة كتالونيا. كان الثامن من أصل 8 في بطولة العالم لسباقات الفورمولا واحد موسم 1951. حلّ الأرجنتيني خوان مانويل فانجيو أولا.